# 순성군 (고려)
순성군(順城君, ? - ?)은 고려 후기의 왕족으로 신종의 7대손이며 시안공에 추봉된 왕인의 5대손이다. 공양왕과는 6촌간이다. 휘는 왕정 (王挺).
생년은 미상이다. 사후 진한국인숙공(辰韓國仁肅公)에 추존된 익양후 왕분(益陽侯 王玢)의 증손자로, 익양후의 아들 보성군 왕희(寶城君 王熙)의 손자이며 경창대군 왕유(慶昌大君 王瑜)의 아들이다. 정원부원군은 5촌 당숙이고 공양왕, 고려 정양군(조선 건국 후 귀의군으로 개봉) 형제는 6촌 형제간이 된다.
고려 말에 중대광에 올랐으나 곧 1392년(공양왕 4년) 7월 공양왕이 이성계에게 양위하였다. 조선 건국 후 거제도로 유배되었다가, 홍무제 연간에 거제도 바다 위에서 살해되었다.

## 가족 관계
- 할아버지 : 보성군 왕희(寶城君 王熙)
  - 숙부 : 영흥군 왕환(永興君 王環)
  - 숙모 : 영산신씨, 정당문학 취성군 신예(申裔)의 딸
- 아버지 : 경창대군 왕유(慶昌大君 王瑜, 1369년 4월 사망)
- 어머니 : 안산김씨(安山金氏, 판서 김주경(金珠慶)의 딸)
  - 동생 : 영안군(永安君, 생몰년 미상, 이름 실전)
  - 동생 : 왕박(王璞, 생몰년 미상, 정윤, 작호 실전)
  - 누이 : 개성왕씨
  - 매부 : 이차점(李次點, 성주이씨, 서령) 상서 이숭인(李崇仁)의 아들
  - 누이 : 개성왕씨
  - 매부 : 안처(安處, 순흥안씨, 소윤) 전서 안원기(安原起)의 아들
    - 외조카 : 안보(安堡), 안식(安埴), 안지(安地)
    - 외조카사위 : 김중행(金中行[1], 언양김씨)
- 부인 : 안동왕씨(생몰년 미상), 권씨에서 왕씨로 사성됨
  - 딸 : 개성왕씨
  - 사위 : 유서생(柳瑞生, 진주유씨, 녹사)
  - 딸 : 개성왕씨
  - 사위 : 윤자견(尹自堅, 무송윤씨, 봉교), 지군사 윤충보(尹忠輔)의 아들
    - 외손자 : 윤심(尹深, 생원, 교수 역임)
      - 외증손 : 윤창연(尹昌涓)
      - 외증손 : 윤백연(尹伯涓, 무과 현감 역임)

  - 딸 : 개성왕씨, 소간공 임유겸의 할머니, 정헌공 임권의 증조모
  - 사위 : 임효돈(任孝敦, 풍천임씨, 세조때 공신, 현감으로 호조참판에 추증)
    - 외손자 : 임한(任漢, 군수 증 이조판서)
      - 외증손 : 임유겸(호조판서, 소간공)
      - 외증손 : 임유손(任由遜, 감찰)
      - 외증손 : 임유경(任由敬, 창릉참봉)
      - 외증손 : 임유근(任由謹, 생원)
      - 외증손사위 : 조영휘(趙永輝, 양주조씨, 현감), 관찰사 권근(權瑾)의 아들

  - 딸 : 개성왕씨
  - 사위 : 서사천(徐師川, 이천서씨, 좌랑)

## 기타
장인은 밀직사 왕중귀(王重貴)로 그의 부인 안동왕씨는 본래 안동권씨였다. 친정 할아버지 권후(權喣)가 충선왕 때 공을 세워 충선왕으로부터 왕씨 성을 하사받았다.